# 端方

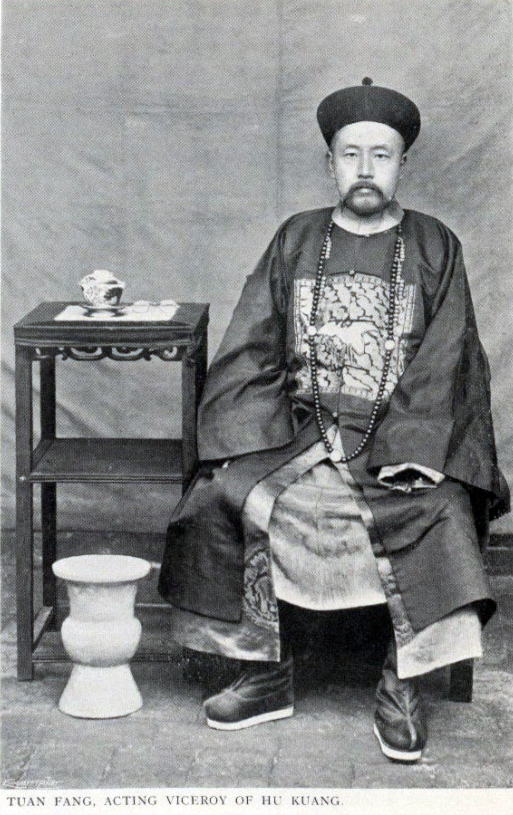
湖広総督在任時の端方

端方（たんほう、Duanfang、1861年 - 1911年）は、清末の官僚。字は午橋、号は匋斎。

## 生涯
満州正白旗人。トテク氏（totek hala、托忒克氏）。1882年に挙人となり、員外郎、候補郎中を歴任した。戊戌の変法を支持したが、戊戌の政変後には栄禄（ルンル）と李蓮英の保護を受けて、処罰を免れた。1898年、直隷覇昌道に任命されたが、朝廷が北京に農工商局を創設すると、端方は召還されて局務を任された。その折に『勧善歌』を上呈し、西太后の称賛を受けて、三品頂戴を授かった。
その後、陝西省に派遣され、按察使、布政使、巡撫代理を歴任した。1900年、義和団の乱により北京が8カ国連合軍に占領され、西太后と光緒帝は陝西省に逃れた。端方はその応対に功績があったとして、河南布政使に転任し、さらに湖北巡撫に昇進した。1902年に湖広総督代理となり、さらに両江総督代理や湖南巡撫を歴任した。
1905年、北京に呼び戻され、閩浙総督に任命されたが就任する前に、載澤・戴鴻慈・徐世昌・紹英（ショーイン）とともに外国へ立憲制度の視察に赴くように命じられた（ただし出発日に革命派の呉樾の自爆テロがあったため、出発は延期され、徐世昌と紹英が李盛鐸と尚其亨に交代した）。12月7日、軍艦で秦皇島から上海に赴き、12月19日、アメリカ船で上海を出発した。五大臣は日本、アメリカ合衆国、イギリス、フランス、ドイツ、デンマーク、スウェーデン、ノルウェー、オーストリア＝ハンガリー、ロシアの十ヶ国を視察し、翌年の8月に帰国した。帰国後、視察の結果を総括して、『請定国是以安大計折』を上奏し、日本の明治維新にならって憲法を制定することを主張した。さらに自ら編纂した『欧美政治要義』を献上した。これは立憲運動の重要な著作とみなされている。
帰国後、両江総督となり、1909年に直隷総督となった。1911年、清朝の鉄道国有化政策に対して四川省で保路運動が展開されると、9月に朝廷は四川総督の趙爾豊を解任し、端方に代理を命じた。端方は新軍第8鎮第16協隷下の第31標・32標の一部を率いて資州に入ったが、11月27日に反乱を起こされ刺殺された。死の直前、自身の姓は本来は陶といい、浙江省を祖籍とする漢人で、八旗に入れさせられたとの伝承を語り、命乞いをしたが受け入れられず、弟の端錦とともに資中禹王宮木牌坊にて処刑された。

## 教育活動
端方は中国の新式教育の創始者の一人である。湖北・湖南巡撫にあったときには各道・府に師範学院を創設した。江蘇巡撫在任時には中国初の幼稚園「湖北幼稚園」と省立図書館を創設し、多くの留学生を派遣した。両江総督在任時には南京に曁南学堂（現在の曁南大学）を設立した。
湖北幼稚園は張之洞が設置を計画し、後任の端方が1903年に担当者を日本に派遣し、教材教具の購入と保母として日本人教習3名を招請し、その中の元東京女子高等師範学校教諭だった戸野みちゑが初代園長に就任し、1904年に開園した。戸野らは1899年に公布された日本の「幼稚園保育及設備規程」を元に「湖北幼稚園開弁章程」を作成し、中国における公的な幼児・女子教育制度の先鞭となった。端方はのちに「女子師範学堂章程」「女子小学堂章程」を公布した。